# Lammbries

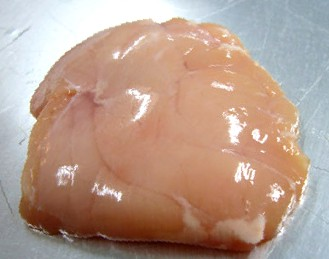
Lammbries

Lammbries ist die als zarte Delikatesse zubereitete Thymusdrüse eines Lammes. Es gehört zu den Innereien. Der Thymus prägt als lymphatisches Organ die spezifische Abwehr aus, namentlich die T-Lymphozyten. Er bildet sich bei erwachsenen Tieren zurück. Das Bries liegt am Brusteingang unterhalb der Luftröhre.
Bries soll möglichst frisch zubereitet werden. Es hält sich nur 1–2 Tage im Kühlschrank.
Auf 100 g Bries kommen nur 4 g Fett, aber 32 g Proteine. Reich ist es an Zink und Phosphor. Es enthält, selten für ein tierisches Erzeugnis, Vitamin C.
Das Bries wird vor der Zubereitung gewaschen, meist 2–3 Stunden in Salzwasser gewässert. Nach dem Wässern wird es oft 2–3 Minuten blanchiert, dann von Haut, Knorpel und Venen getrennt und – nach dem Trockentupfen – weiterverarbeitet.
Heute noch wird Lammbries gern in Österreich, Spanien, Italien und Frankreich verwendet.
In der Türkei gibt es im Sütlüce-Viertel von Istanbul Spezialitätenrestaurants, die Lammbriesgerichte anbieten.